# Ophion adeus
Ophion adeus es una especie de insecto del género  Ophion, familia Ichneumonidae.
Fue descrito por primera vez en 1977 por Ian D. Gauld. 